# Prasinocyma semidiscata
Prasinocyma semidiscata là một loài bướm đêm trong họ Geometridae.